# Yolande Welimoum
Yolande Marcelle Welimoum es una actriz, directora y guionista camerunesa.

## Biografía
Welimoum nació el 9 de octubre de 1988. Estudió artes escénicas y cinematografía en la Universidad de Yaundé I. Su goión de 2016 Heritage quedó en segundo lugar en la primera edición del Festival Concours du Scenario, que fue coorganizado por el Festival de Ecrans Noirs de Yaundé, GIZ y KFW. El guion abborda la difícil situación de las mujeres camerunesas que heredan propiedades familiares y se adaptó a una película dramática de ficción con el mismo nombre. Welimoum estrenó la película en Films Femmes Afrique, un festival dedicado a temas de mujeres. Mientras hablaba con Deutsche Welle sobre el abuso sexual en la industria cinematográfica africana, dijo que regularmente se defiende de los avances no deseados de los directores. WeFuina de las tres personas anunciadas como ganadoras del vigésimo concurso Écrans NoNoirs.